# CML Innovative Technologies
CML Innovative Technologies este o companie americană producătoare de sisteme de iluminat pentru industria auto, cu sediul central în New Jersey.
În anul 2010, compania avea 1.200 de angajați, avea venituri anuale de 175 milioane dolari și deținea filiale în Franța, Germania, Marea Britanie, Cehia, România, și China.
Printre competitorii companiei pe piața europeană se află producătorii de componente auto Hella și Valeo.

## CML în România
Compania este prezentă pe piața din România începând din anul 2008, când acționarii americani au decis deschiderea unei facilități de producție în Sibiu, pe Platforma Industrială Vest, suprafața totală a fabricii fiind de 4.200 metri pătrați.
Utilajele necesare producției au fost transferate din fabricile CML din Franța și Cehia.
Fabrica de la Sibiu a fost preluată în anul 2011 de grupul spaniol Antolin.
Număr de angajați:
- 2014: 357[3]
- 2013: 270[4]
- 2012: 163[3]
- 2011: 143[4]
- 2010: 150[2]

Cifra de afaceri:
- 2011: 3,4 milioane euro.[4]
- 2010: 2,3 milioane euro.[1]
- 2009: 1,3 milioane euro.[2]